# The Courtship of Eddie's Father
The Courtship of Eddie's Father est une série télévisée américaine en 73 épisodes de 26 minutes créée par James Komack d'après le film homonyme de Vincente Minnelli (1963), et diffusée entre le 17 septembre 1969 et le 1er mars 1972 sur le réseau ABC.
Cette série est inédite dans les pays francophones.

## Synopsis
Eddie, le fils de Tom Corbett, directeur de la publication d'un magazine et veuf, pense que son père devrait se remarier et suscite des rencontres avec les femmes qui l'entourent.

## Fiche technique
- Titre original : The Courtship of Eddie's Father
- Création : James Komack
- Réalisation : Hal Cooper et divers
- Scénario : d'après le film homonyme de Vincente Minnelli, lui-même adapté du roman de Mark Toby (1961)
- Musique : Harry Nilsson
- Production : James Komack
- Société de production : MGM Television
- Pays : États-Unis
- Langue : anglais
- Nb. d'épisodes : 73 (3 saisons)
- Durée : 30 min.
- Date de première diffusion :  États-Unis : 17 septembre 1969

## Distribution
- Bill Bixby : Tom Corbett
- Brandon Cruz : Eddie Corbett
- Miyoshi Umeki : Mrs. Livingston
- Kristina Holland : Tina Rickles
- James Komack : Norman Tinker

## Épisodes

### Première saison (1969-1970)
1. Mrs. Livingston, I Presume
2. Teacher's Pet
3. And Eddie Makes Three
4. The Littlest Kidnapper
5. The Computer
6. Pain
7. Guess Who's Coming for Lunch ?
8. Bully for You
9. Gentleman Friend
10. Any Friend of Dad's
11. And F for Mrs. Livingston
12. Member of the Wedding
13. A Night Out for the Boys
14. Mother of the Year
15. Who Pulled the Blues Right Out of the Horn
16. The Library Card
17. How Do You Know If It's really Love ?
18. The Road to You Know Where is Paved with You Know What
19. They're Either Too Young or Too Old
20. The Mod Couple
21. Guardian for Eddie
22. The Promise
23. A Five-Pound Monkey on His Stomach
24. Free is a Four Letter Word
25. Don't Look Now, But Your Scorpio's Rising
26. Money is a Five Letter Word

### Deuxième saison (1970-1971)
1. The Unbirthday Present
2. A Loaf of Bread, a Bar of Soap and a Jar of Peanut Butter
3. The Important Word is 'and'
4. I Thought, You Thought
5. The Business Trip
6. Eddie's Will
7. Hello, Mrs. Bessinger, Goodbye
8. Love is for Sharing
9. Who Wants to Sail Down the Amazon, Anyway ?
10. When the Shoe Is on the Other Foot, It Doesn't Fit
11. The Secret Box
12. Fear is for Understanding
13. Gifts Are for Giving
14. A Little Get Together for Cissy
15. The Ghetto Girl
16. The Hospital
17. The Rift
18. The Encounter Group
19. Dear Mr. Cooper (a.k.a.) Eddie Meets an Astronaut
20. The Lonely Weekend
21. The Magic Mrs. Rickles
22. To Catch a Thief
23. Everybody Needs a Brother
24. Discipline is a Four Letter Word Spelled Love

### Troisième saison (1971-1972)
1. My Son, The Artist
2. The Candidate
3. Getting Back on the Horse
4. Tell It Like I'm Telling You It Is
5. A Very Different Drummer
6. The Bicycle Theft
7. Two's Company
8. Happy Birthday to You
9. Or Else
10. Thy Neighbor Loves Thee
11. A Little Red
12. A Brave at Natchanoony
13. The Blarney Stone Girl
14. Prince Charming
15. The Choice
16. The Karate Story
17. Very Young Man with a Horn
18. The Investors
19. It's All Write with Me
20. A Little Help from My Friend
21. In the Eye of the Beholder
22. Time for a Change
23. We Love Annie

## Commentaires
Bill Bixby et Brandon Cruz sont les deux seuls acteurs à apparaître dans chaque épisode de la série. En revanche, de nombreux acteurs récurrents ou invités sont apparus au cours des trois saisons : parmi eux, Jodie Foster, Sally Struthers, Bruce Kirby, Pat Harrington Jr., Diana Muldaur, Willie Aames, Warren Berlinger, Suzanne Pleshette, Yvonne Craig, Cicely Tyson, Richard X. Slattery, Tippi Hedren, Trisha Noble, John Fiedler, Alan Oppenheimer, Lou Jacobi, Will Geer, Bill Dana, Jerry Stiller, Anne Meara, Ronny Graham, Ann Prentiss, Ron Ely, Carol Lawrence, George Takei, Pat Morita Erin Moran, Eve McVeagh, Sammy Davis, Jr. et Brenda Benet.

## Distinctions
Bill Bixby a reçu une nomination aux Primetime Emmy Awards 1971 pour son interprétation.
La même année, la série a été nommée aux Golden Globes dans les catégories Meilleure série musicale ou comique et Meilleur second rôle féminin pour Miyoshi Umeki.